# Água de Pau
Água de Pau es una freguesia portuguesa perteneciente al municipio de Lagoa, situado en la Isla de São Miguel, Región Autónoma de Azores. Posee un área de 17,43 km² y una población total de 4000 habitantes (2001). La densidad poblacional asciende a 179,1 hab/km². Se encuentra a una latitud de 37° 41'N y una longitud 25° 31'O.
En el contexto de la población de los Azores, esta freguesia es muy antigua, habiendo sido creada el 28 de julio de 1500.